# Ашанти (певачица)
Ашанти Даглас (енгл. Ashanti Douglas, познатија као Ашанти енгл. Ashanti; Њујорк, 13. октобар 1980) америчка је певачица, модел, музички продуцент, плесачица и глумица. Њен музички таленат откривен је у тинејџерским годинама, када је потписала уговор са компанијом Murder Inc., 2002. године. У то време појавила се на синглу What's Luv?, репера Фет Џоа и на песми Always on Time, музичара Џа Рула, а обе песме постале су највећи хитови 2002. године. Ашанти је врло брзо постала позната и прва жена која је заузела прве две позиције на америчкој музичкој листи Билборд хот 100, са песмама Foolis и What's Luv?.
Године 2002. објавила је албум под називом , који је продат у преко 505.000 примерака током прве недеље објављивања у Сједињеним Државама. Албум је освојио бројне награде, укључујући осам Билбордових награда, две Америчке музичке награде и Греми награду за најбољи савремени ритам и блуз албум, који је сертификован троструким платинсастим сертификатом од стране Америчког удружења дискографских кућа и продат у шест милиона примерака широм света. Водећи албумски сингл Foolish доживео је критички и комерцијални успех, а нашао се на првом месту музичке листе Билборд хот 100. Са песмом Foolish, Ашанти је постала тек други извођач после Битсла који је ушао са своје прве три песме међу десет најбољих на листи Билборд хот 100, истовремено. Ашанти је написала и отевала песму за Џенифер Лопез, Ain't It Funny, која је такође била на првом месту листе Билборд хот 100.
Године 2003. певачица је објавила други албум под називом Chapter II, он је дебитовао на првом месту листе Билборд 200, а током прве недеље од објављивања продат је у 326.000 примерака у Сједињеним Државама. Албуму је додељен платинасти сертификат, а продат је у више од 1,5 милиона примерака у Сједињеним Америчким Државама. Албумски синглови Rock wit U (Awww Baby) и Rain On Me доживели су комерцијални успех, били на другом и седмом месту листе Билборд хот 100. Албум  номинован је у категорији за „Најбољи савремени ритам и блуз албум”, а песме Rock wit U (Awww Baby) и Rain on Me номиноване су у категорији за „Најбоље ритам и блуз песме” и „Најбољи ритам и блуз вокал перформанс”. У новембру 2003. године Ашанти је објавила божижни албум под називом , који је доживео скромни успех.
Трећи студијски албум Ашанти под називом  објављен је 2004. године, а дебитовао је на седмом месту листе Билборд хот 100, са продајом од 254.000 примерака у првој недељи од јављаивања и тако постао њен трећи албум са платинастим сертификатом. Први албумски сингл Only U доспео је на тринаесто место листе Билборд хот 100 и постао њен највећи хит у Великој Британији достигавши до другог места музичке листе синглова. Други сингл, балада под називом Don't Let Them није забележила велики комерцијални успех на музичкој листи, након што је компанија Def Jam одбила да финансира видео спот за песму због правни проблема.
Певачицини последњи албуму, укључујући The Declaration (2008) и Braveheart (2014) доживели су мање комерцијалне успехе. 
Поред музике, Ашанти је глумила у разним продукцијама. Године 2005. дебитовала је у дугометражном филму Тренер Картер, заједно са Самјуелом Л. Џексоном, као и у ТВ филму Дороти Гел, који је премијерно прегледан 8 милиона пута. Након тога, Ашанти се појавила и у филмовима Џон Такер мора да умре (2006) и Притајено зло: Истребљење (2007). Током каријере, Ашанти је продала више од 15 милиона примерака албума широм света.

## Биографија
Ашанти Даглас рођена је 13. октобра 1980. године у Глен Коуву у Њујорку. in Glen Cove, New York. Њена мајка, Тина Даглас једоминикасног и кинеског порекла, а по занимању је учитељица плеса, док је њен отац Кен-Каид Томас Даглас афроамериканац, а по занимању певач. Њена мајка дала је Ашанти име по Ашантску царству које се простирало у данашњој Гани, у том царству жене су имале моћ и утицај, а Тина је желела да њена ћерка следи тај модел. Ашантин деда Џејмс био је активиста за грађанска права и повезиван је са Мартином Лутером Кингпм током шездесетих година.
Ашантина мајка открила је певачи потенцијал своје ћерке, кад ају је чула како пева песму Reminisce од Мери Џеј Блајџ, када је имала дванаест година. Док је похађала средњу школу, Ашанти је почела да пише песме. Као тинејџерка наступала је у локалном шоу за таленте и на неколико малих фестивала. Са глумом се први пут сусрела у филмовима Малком Икс (1992) и Које мушкарац (1993). Такође је имала неколико мањих улога у музичких спотовима, као што су MC's Act Like They Don't Know америчке реперке KRS-One и Ghetto Girl, америчког репера и продуцента Агалаха. Ашанти се борила да постигне успех као певачица, након што је успоставила контакт са неколико дискографских кућа, укључујући Bad Boy и Jive records. Упркос томе, наставила је да наступа у Њујорку и његовој околини.
Ашанти је упознала репера Нелија на прес конференцији одржану поводом 23. доделе Греми награда, 1. јануара 2003. године. Годину дана касније почели су да се забављају, а након десет године емотивне везе, раскинули су, 2014. године.

## Каријера

### 2001—2003: Објављивање првих албума
Ашанти је привукла пажњу Ирв Готија, због својих вокалних способности. Он ју је питао да наступа са реп уметницима и са њима снима дуете, а Ашанти је пристала. Првобитно је представљена као позадински вокал на песмеи репера Биг Пуна, How We Roll, а након тога у сингловима Pov City Anthem и Just Like a Thug музичара Кадилак Тача. Такође се појавила на саундтрек албуму Паклене улице из 2001. године на обради песме Justify My Love коју у оригиналу изводи Мадона и соло на песми When a Man Does Wrong. Појавила се и на песми What's Luv? од репера Фет Џоа, као и на песмама Always on Time и Always on Time, репера Џа Рула. Ашанти је постала прва женска особа јоја је истовремено заузела прве две позиције на америчкој музичкој листи Билборд хот 100, када су Always on Time и What's Luv? биле на првом и другом месту листе. 
Након успеха током сарадње са Џа Рулом и Фет Џоом, Ашанти је објавила свој дебитански сингл под назовивом Foolish, који садржи семпл песме Stay with Me бенда DeBarge. Овај сингл био је њен највећи успех до сада, песма је била десет недеља на листи Билборд хот 100. Након тога, Ашанти је постала други извошач после Битлса, који је са своје прве три песме ушао у првих десет на листи Хот 100 истовремено. Албум под називом  објављен је 2. априла 2002. године, а на њему се налази седамнаест песама. Објављен је за Murder Inc., а дебитовао је на првом месту америчке листе Билборд 200. Албум је сертификован троструким платинасти сертификатом и продат је у шест милиона примерака широм света. Ашанти је написала дванаест песама са албума, а већину њих у студију. Певачицини пратећи синглови Happy и Baby нису остварили велики комерцијалну успех, али су достигли врхунац међу првих десет синглова у Сједињеним Државама. Дебитански албум певачице освојио је бројне награда, укључујући осам музичких награда Билборд, две Америчке награде и Награду Греми 2003. године за најбољи савремени ритам и блуз албум. Номинована је у категорији за Најбољег новог уметника, а њена песма Foolish за Најбољи женски ритам и блуз вокал перформанс. Такође јој је додељена Комен награда и две Соул треин музичке награде исте године. 
Ашанти је постала предмет контраверзе када је најављено да ће добити Соул траин награду за забављача године. Против ње је покренута петиција да јој се награда одузме, а као објашњење писало је да је Ашанти превише млада и нова на сцени како би заслужила награду. Са њом се сложило скоро 30.000 људи и потписало петицију. Многи од потписаних сматрали су да су ту награду заслужили уметници попут Миси Елиот, Мери Џеј Блајџ или Алише Киз. Упркос петицији, Одбор за доделу награда задржао је свој став, а музички вршњаци су Ашанти аплаудирали када је улазила у градски аудиторијум како би преузела награду, а на позорници ју је подржала Пати Лабел.
У јулу 2013. године, Ашанти је објавила свој други студијски албум под називом Chapter II, а он је дебитовао на првим месту листе Билборд 200 и продат је у 326.000 примерака у Сједињеним Државама, а током прве недеље у преко 1,5 милиона примерака. Први албумски сингл под називом Rock wit U (Awww Baby) постао је хит и налазио се на првом месту листе Билборд хот 100. Спот за песму у којем се Ашанти појавила у бикинију на плажи и јаше слона, био је номинован за две МТВ музичке награде 2003. године. Други албумски сингл, Rain on Me досегао је до седмог места листе Билборд хот 100 и другог места музичке листе Хот 100 ритам и блуз песама. Албум  номинован је 2004. године за Греми награду у категорији за „Најбољи савремени ритам и блуз албум”, а песме Rock wit U (Awww Baby)" и Rain on Me у категоријама за „Најбољу ритам и блуз песму” и „Најбољи женски ритам и блуз вокал перформанс”. У музичком споту Rain on Me који је режирао Хајп Вилијамс, Ашанти се појавила у улози младе и проблематичне жене у насилној вези. Добила је награду Лајфтајма за животно дело за своју поруку која говори против насиља у породици. Исте године, почела је да се забавља са репером Нелијем. У новембру 2003. године Ашанти је објавила божићни албум под назвом Ashanti's Christmas. Албум садржи 10 божићних песама које су доживеле умерен комерцијални успех, а албум је продат у 100.000 примерака у Сједињеним Државама. Ashanti's Christmas био је на сто шездесетој позицији Билборд листе албума.

### 2004—2007: Нови материјал и глумачка каријера
Пре него што је издала нови албум под називом Concrete Rose, Ашанти је имала промоцију сингла Only U када га је премијерно представила на Вајб додели музичких награда 2004. године. Такође је изводила и песму Wonderful са Џа Рулом и Р. Келијем, а песме је била на петом месту листе у Сједињеним Државама и првом месту у Великој Британији. У децембру 2004. године, Ашанти је објавила трећи студијски албум под називом Concrete Rose и он је дебитовао на седмом месту у Сједињеним Државама, а продат је прве недеље у 254.000 примерака и тако добио платинасти сертификат. Први албумски сингл Only U досегао је до тринаесто позиције листе Билборд хот 100 и постао њен највећи хит у Великој Британији, где је био на другом месту. Друга песма, Don't Let Them доживела је мали успех. Сингл је објављен само у Сједињеним Државама где није успео да се пласира на листе и у Великој Британији, где је био на четрдесетом месту. Након изласка албума Concrete Rose, Ашанти је објавила ДВД The Making of a Star који је био доступан само у одређеној количини. Филм укључује ексклузивне снимке са фотографијама, видео записима и музику са албума Concrete Rose, немонтиране сцене, снимке концерата, необјављене школске наступе из детињства и и нтервју са породицом, пријатељима и фановима.
Године 2005. Ашанти се сконцетрисала на глумачку каријеру, глумила је у филму Тренер Картер, као и у Дороти Гејлу. У Тренеру Картеру играла је трудну тинејџерку по имену Кира, која мора да одлучи да ли ће абортирати или родити дете. Филм је зарадио 67 милиона долара у Сједињеним Државама. Након тога, Ашанти је позвана на Легендарни бал Опре Винфри који одаје почаст неким од најутицајнијих афроамериканки 20. века на пољу уметности, забаве и грађанских права. У децембру 2005. године Ашанти је објавила ремикс албум од Concrete Rose и назвала га Collectables by Ashanti. Албум је за њу био прилика да испуни уговор са Def Jam-ом и да након тога има могућност рада са другом издавачком кућом. Албум није доживео велики комерцијални успех и није се нашао на музичким листама. Године 2006. Ашанти се појавила у тинејџерској комедији Џон Такер мора да умре која је зарадила више од 68 милиона долара од гледања широм света. Године 2007. глумила је у акционом филму Притајено зло: Истребљење.

### 2008—2010: Нови албуми, концерти и сарадње
Четврти студијски албум Ашанти под назовом The Declaration објављен је 3. јуна 2008. године и на њему се налази четрнаест песама. Албум је продат у 86.000 примерака током прве недеље од објављивања, што је била најнижа продаја у првој недељи у односу на претходне албуме Ашанти. Средином 2007. године, МТВ њувс известио је да је први албумски сингл Switch, који је продуцирао Шај Картер и онда је објављена за дигитално преузимање 24. јула 2007. године. Касније је објављено да Switch можда неће бити укључен у албум, а да ће први албумски сингл бити Hey Baby (After the Club). Албум је објављен на радију и на дигиталним продајним местима 16. октобра. Сингл The Way That I Love You пуштен је на радио станицама и дигитално у јануару 2008. године и водио се као први сингл албума. The Way That I Love You доспео је на друго место листе Hot R&B/Hip-Hop и тридесет и седмог места на листи Билборд хот 100. Песма Body On Me појавила се на албуму Ашанти, али и на петом студијсом албуму репера Нелија, под називом Brass Knuckles. Песму су продуцираки Ејкон и Џорџио Тунифорт, а она је током прве недеље од објављивања била на седмој мести Билбордове листе Hot Videoclip Tracks. Песма Body On Me садржи елементе Елтон Џоновог сингла Bennie and the Jets, а има исту мелодију као песма Мајкл Џексона, The Girl Is Mine. У јулу 2008. године Ашанти је именована за амбасадора туризма за Округ Насо у Њујорку.
У мају 2009. године Ирв Готи објавио је да званично пушта Ашанти из компаније Inc. Records, наводећи да је веза текла својим током. Дана 24. септембра 2009. године, Ашанти је најавила да ће њен пети студијски албум бити објављен од стране компаније Written Entertainment. Дана 27. октобра 2008. године Ашанти је учествовала у стварању филма Yellow Brick Road Not Taken, једносатном концерту поводом прославе пете годишњнице позоришног комада „Зао”.

### 2011—2014: Пауза у каријери и објављивање новог албума
Након четири године паузе, Ашанти је објавила песму Never Too Far Away која се нашла у филму Кућа из снова из 2011. у којем главне улоге тумаче Данијел Крејг, Рејчел Вајс и Наоми Вотс. Водећи сингл њеног петог албума под називом The Woman You Love снимљен је у сарадњи са Баста Рајмсом, а објављен је 15. децембра 2011. године. Са Мајк Милом и Френч Монтаном сарађивала је на другим албумском синглу, No One Greater. У априлу 2013. године певачица је објавила још једна сингл под називом Never Should Have коме је касније додељена награда за најбољи независни ритам и блуз/соул перформанс на додели Соул треин награда 2013. године. За песму је такође снимљен и видео спот. У новембру 2012. године објављено је да је Ашанти добила улогу у седмој сезони Борбене жене, а серија је престала да се снима 24. септембра 2013. године. У јесен 2013. године појавила се у америчкој криминалистичкој серији Ред и закон: Одељење за специјалне жртве. Улогу је остварила и у филму Божић у граду, који је премијерно приказан 7. децембра 2013. године. У августу 2013. године Ашанти је најавила да планира да поново сарађује са Џа Рулом, који је из затвора пуштен у јулу те године, након шестогодишње казне.
Дана 8. јануара 2014. године певачица је открила име и датум издања петог студијског албума, који је објављен 4. марта 2014. године. Са албума Braveheart Ашанти је у јануару 2014. године објавила видео за сингл I Got It" featuring, који је снимила у сарадњи са Рик Росом а спот је сниман у Мајамију. У јулу исте године, Ашанти је изјавила да ће други албумски сингл бити песма Early in the Morning коју је снимила заједно са Френч Монтаном. Након објављивања, албум је добио позитивне критике, а музички критичари су звук са албума Braveheart описали као „еволуцију истраживања и развоја”, а хвалили су теме о којима је Ашанти певала, али критиковали романтичне клишеје и истакли да постоји недостатак занимљивих тренутака у текстовима албума. На музичким листама Braveheart се нашао на десетом месту листе Билбордд 200. Албум је такође дебитовао у првих тридесет британске ритам и блуз листе и међу четрдесет најбољих инди албума у Великој Британији.

### 2015—данас: Тренутне активнсти и рад на седмом албуму
Године 2015. Ашанти је објавила да ради на новој музици за свој седми студијски албум са непознати датумом изаска. Ашанти је сарађивала са Мишел Обамом у њеној кампањи #Let'sMove за ширење свести о питкој води, тако што је објавила нови видео спот и песму под назовом Let's Go. Године 2016. снимила је песму Seven Day Love која се нашла на микстејпу Inzombia канадског репера Белог. Током овог периода, Ашанти је сарађивала са великим бројем музичара, укључујући Сију Ферлер, Алишу Киз, Џон Леџенда, Ашера и Кели Кларксон на интерпретацији песама бродвејског мјузикла Хамилтон, за истоимени микстејп. Седми студијски албум певачица је најавила 2017. године, а одобијен је у јуну 2018. године. Између 2017. и 2018. године Ашанти се вратила на музичку сцени и успоставила неколико сарадњи, укључујући и ону на синглу Say Less са музичарем Ty Dolla Sign, The Road са музичарем Мачело Монтана и песму Start this Shit of Now коју је Ашанти снимила заједно са Мак Мејном. Године 2019. Ашанти је објавила сингл Floating и песму Pretty Little Thing коју је снимила са Афром Б у августу 2019. године.

## Уметност
Ашанти има сопранистички глас. Музички критичари су њен глас окарактерисали као „леп”, а сопран као „успаван и сладак али благ”. Џејсон Бирцмер са сајта AllMusic приметио је њену репутиацју због коришћења гласа коју муца у дуетима са Биг Пуно, Феџ Џоом и Џа Рулом. У младости Ашанти су инспирисали Витни Хјустон, Мајкл Џексон, Принс, Тупак Шакур и Ела Фицџералд, али Мери Џеј Блајџ наводи као музичарку због које је желела да се бави певањем.
На Ашанти су поред Блајџ утицали Витни Хјустон, Џенет Џексон, Мараја Кери, Принс, Мадона, Тупак Шакур, Ела Фицџералд, Смоки Робинсон, Дона Самер и бенд Blue.

## Дискографија

### Студијски албуми
| Назив                                                                              | Детаљи                                                                                           | Позиција        | Позиција | Позиција    | Позиција | Позиција | Позиција | Позиција | Позиција | Позиција | Позиција | Сетификати |
| Назив                                                                              | Детаљи                                                                                           | Билборд 200 САД | АУС      | АУСТ топ 40 | КАН      | ФРА      | НЕМ      | ХОЛ      | НЗ       | ШВА      | УК       | Сетификати |
| ---------------------------------------------------------------------------------- | ------------------------------------------------------------------------------------------------ | --------------- | -------- | ----------- | -------- | -------- | -------- | -------- | -------- | -------- | -------- | --- |
| Ashanti                                                                            | - Датум објављивања: 2. април 2002. - Издавачка кућа: - Формат: компакт диск                     | 1               | 10       | 36          | 5        | 29       | 10       | 12       | 15       | 15       | 3        | - Америчко удружење дискографских кућа: 3× платинасти - Аустралијскоудружење дискографских кућа: златни - Британска фонографска индустрија: платинасти - Интернационална Федерација фонографске индустрије ШВА: златни - КАН: 2× платинасти |
| Chapter II                                                                         | - Датум објављивања: 1. јул 2003. - Издавачка кућа: - Формат: компакт диск                       | 1               | 19       | 65          | 5        | 62       | 12       | 26       | 22       | 9        | 5        | - Америчко удружење дискографских кућа: платинасти - Британска фонографска индустрија: златни |
| Ashanti's Christmas                                                                | - Датум објављивања: November 18, 2003 - Издавачка кућа: - Формат: компакт диск                  | 160             | —        | —           | —        | —        | —        | —        | —        | —        | —        | |
| Concrete Rose                                                                      | - Датум објављивања: 14. децембар 2014. - Издавачка кућа: - Формат: компакт диск                 | 7               | 89       | —           | —        | 98       | 36       | 73       | —        | 66       | 25       | - Америчко удружење дискографских кућа: платинасти - Британска фонографска индустрија: златни |
| The Declaration                                                                    | - Датум објављивања: 3. јун 2008. - Издавачка кућа: - Формат: компакт диск                       | 6               | —        | —           | —        | —        | —        | —        | —        | —        | 119      | |
| Braveheart                                                                         | - Датум објављивања: 4. март 2014. - Издавачка кућа: - Формат: компакт диск, дигитално преузмање | 10              | —        | —           | —        | —        | —        | —        | —        | —        | —        | |
| "—" означава албуме који нису били на листама или нису били објављени у тој држави |                                                                                                  |                 |          |             |          |          |          |          |          |          |          | |

## Филмографија
| Улоге Ашанти |                           |               |             |                       |
| Година       | Српски назив              | Изворни назив | Улога       | Напомена              |
| 1992.        | Малком Икс                |               | ученица     |                       |
| 1993.        | Ко је човек?              |               | дете        |                       |
| 1997.        |                           |               | Руди        |                       |
| 2004.        | Брак и предрасуде         |               | саму себе   |                       |
| 2005.        |                           |               | Дороти Гејл |                       |
| 2006.        | Џон Такер мора да умре    |               | Хетер       |                       |
| 2007.        | Притајено зло: Истребљење |               | Бети        |                       |
| 2014.        | Свет мутанта              |               | приповедач  |                       |
| 2015.        |                           | [ 97 ]        | Ев          | Екскузивни продуцент  |
| 2016.        | Мајке и ћерке             |               | Кели        |                       |
| 2019.        |                           |               | Кло         | ексклузивни продуцент |